# Zabius fuscus
Espèce
Synonymes
- Isometrus fuscus Thorell, 1876

Zabius fuscus est une espèce de scorpions de la famille des Buthidae.

## Distribution
Cette espèce est endémique d'Argentine. Elle se rencontre dans les provinces de San Luis, de Córdoba, de La Rioja, de Catamarca et de Santiago del Estero.

## Habitat
Ce scorpion est orophile.

## Description
L'holotype mesure 61 mm.
Zabius fuscus mesure jusqu'à 65 mm.

## Systématique et taxinomie
Cette espèce a été décrite sous le protonyme Isometrus fuscus par Thorell en 1876. Elle est placée dans le genre Zabius par Thorell en 1893.

## Publication originale
- Thorell, 1876 : « Études Scorpiologiques. » Atti della Societa Italiana di Scienze Naturali, vol. 19, p. 75–272 (texte intégral).